# Морозова Неллі Олександрівна
Морозова Неллі Олександрівна (31 березня 1924 р. в Челябінськ, СРСР — 24 листопада 2015, Москва, Росія) — радянський російський кіносценарист, редактор, мемуарист.

## Життепис
Народ. 1924 р. в Челябінську. Батько — О. Моррісон, журналіст. Мати — В. Морозова, скульптор.
Закінчила сценарний факультет Всесоюзного державного інституту кінематографії(1947).
Автор сценарію українського фільму «Море кличе» (1955, у співавт. з В. Морозовим).
Автор книги (рос.)«Мое пристрастие к Диккенсу».

## Фільмографія
Сценарист:
- «Море кличе» (1955, у співавт.; реж. В. Браун)
- «Юлькін день» (1062, новела з кіноальманаху «Маленькі мрійники», у співавт. з В. Морозовим)
- «Розірване коло» (1987, у співавт. з В. Бахновим; реж. В. Дорман)